# Microsporidiosi
La microsporidiosi és una infecció intestinal oportunista que causa diarrea i emaciació en individus immunocompromesos (infecció pel VIH i sida, per exemple). És el resultat de diferents espècies de microsporidis, un grup de fongs microbians (unicel·lulars).
En els individus infectats pel VIH, la microsporidiosi generalment es produeix quan el recompte de limfòcits T CD4+ cauen per sota de 150.